# Alexander Gorlizki
Alexander Gorlizki (* 1967 in London) ist ein britischer bildender Künstler.

## Leben
Alexander Gorlizki wuchs in London auf, die Familie hat jüdische Wurzeln. Seine Mutter hatte einen Handel für kunsthandwerkliche Textilien und Teppichen aus Südostasien aufgebaut. Gorlizki begleitete seine Mutter in jungen Jahren nach Indien, Afghanistan und Pakistan, wo sie von Handwerkskünstlern ihre Waren erstand. Die frühe Auseinandersetzung mit einem nicht-europäischen Kulturkontext spielte für Gorlizkis Selbstverständnis und sein späteres künstlerisches Werk eine entscheidende Rolle.
Gorlizki besuchte einen Vorbereitungskurs in Art and Design 1991 an der Bristol Polytechnic, dort erlangte er 1992 einen „Bachelor with Honours in Fine Arts“. Sein künstlerisches Interesse galt vorrangig der Skulptur. 1994 schloss er mit einem Master of Fine Arts an der Slade School in London ab. Seine Abschlussarbeit war ebenfalls eine Skulpturarbeit. Nach dem Abschluss reiste er 2 Jahre lang durch Asien.
Alexander Gorlizki lebt mit seinen Zwillingstöchtern und seiner Frau, einer Bibliothekarin, im Stadtteil Brooklyn, New York City.

## Werk
Gorlizkis Werk besteht im Kern aus von ihm komponierten Miniaturzeichnungen im indischen Mughal-Stil. Die Elemente wirken zum Teil sehr traditionell, das Werk ist aber in seiner Gesamtheit offensichtlich zeitgenössische Kunst. Die Miniaturmalerei entstammt der 600 Jahre alten Mughal-Tradition und existiert noch heute in dieser Form in einigen Werkstätten. Oft wirkt diese Technik wegen ihrer handwerklichen Raffinesse mit 1-Haar-Pinseln auf ausländische Touristen attraktiv, die sie als Reisesouvenir erstehen möchten. In Zusammenarbeit mit seinem Partner Ryaz Uddin aus Jaipur in Indien fertigt Gorlizki seit 1994 seine Objekte nach dieser Technik an und hat sie vollständig erneuert. Uddin ist als Meister-Miniaturmaler in Jaipur tätig und betreibt ein eigenes Studio mit Gesellen. Uddin hatte schon vor der Zusammenarbeit mit Gorlizki eine Dekade lang die traditionelle Technik erlernt und perfektioniert. Das Mughal (Mogulen-Stil) war in Indien zum Zeitpunkt ihres Zusammentreffens Anfang der 90er in immer wieder gleichen Motivdarstellungen erstarrt und entwickelte sich nicht mehr weiter. Gorlizki hatte die Idee, diese indische Spezialität in zeitgenössischer Weise zu beleben und auch mit westlichen Narrativen und Ikonen zu kreuzen.
Gorlizki ist im Duo mit Uddin der konzeptionelle Kopf; er entwirft, kollagiert oder arrangiert. Neben klassischen Mughal-Motiven finden sich auf den Miniaturen Protagonisten aus verschiedenen Kulturkreisen und Zeiten von Asien bis Europa wieder; amorphe Körper, indische Gottheiten, Tiere, aufwändige Ornamente und Muster, Bäume und Pflanzen bis hin zu Alltagsgegenständen. Außergewöhnliche Figuren, so zum Beispiel eine Giraffe mit Tigerfell oder ein Mann mit einem Artischockenkopf, kehren auch wieder. Die Themen können phantastisch, surreal oder absurd sein; spirituell, religiös oder banal, wenn man sich all ihren Details widmet (bspw. der indische Elefantengott Ganesha, der anzugtragend aus dem Fenster eine kehrende Wolke mit Besen beobachtet). Typisch für Gorlizki ist sein Humor. Sexualität ist bei Gorlizki, ebenso wie im klassischen Mughal, von spielerischer Normalität. Manche Werke sind Übermalungen von Druckabbildungen ikonischer Gemälde und Fotografien, die Gorlizki im Gedächtnis verhaftet geblieben sind. Nach Gorlizkis Vorgaben setzt Ryaz Uddin die Werke handwerklich penibel und meisterlich um. Die Miniaturen erreichen dabei einen teils fotografischen Realismus und enthalten Details, der den Betrachter nur mit der Lupe zu erkennen sind. Uddin benötigt für diesen Ausdruck Werkzeuge wie einen Ein-Haar-Pinsel, Pigmente und Gold auf altem, handgeschöpftem Papier (manche Papiere sind für sich selbst schon antiquarisch). Die fertiggestellten Werke sind üblicherweise recht klein, in etwa so groß wie ein DIN-A4-Notizbuch. Im Prozess der Fertigstellung werden die Werke zwischen Uddins Werkstatt und Gorlizkis Atelier in New York mehrfach über die Kontinente hin- und hergeschickt, vom ersten Skizzen-Stadiums bis zur letzten Kolorierung. Dabei ist ein Teil der Übung für die Künstler, den jeweils eigenen kulturellen Kontext so zu verlassen, dass daraus ein neues, ausdrucksstarkes Werk wird. Manche Werke brauchen wegen dieser umfangreichen Kommunikation, die nötig ist, Jahre bis zur Fertigstellung. Alle Werke sind stets von Uddin und Gorlizki (rückseitig) signiert.
Skulpturen spielen für Gorlizkis Werk eine begleitende Rolle, das Zentrum wird von den Miniaturbildern ausgefüllt. Bei den Skulpturen sind die gleichen Themen und Motive erkennbar wie in den Zeichnungen, es gibt auch hier sehr skurrile und absurd-komische Darstellungen.
„Gorlizkis Werke überwältigen den Betrachter zunächst mit prächtiger und detailreicher Form. Gorlizki fragt dabei nicht nach dem Sinn und der Notwendigkeit einer Interpretation. Obwohl er aus der Konzeptkunst kommt, ist die Bedeutung oder Interpretation für ihn heute gar nicht mehr notwendig. Die Titel der Werke haben keine tiefere Bedeutung, sondern wird dem Betrachter als Einstieg in die Entdeckungsreise angeboten. Sich aus der Komposition einen logischen Sinn zu erschließen, ist mit viel Phantasie möglich, aber eben nicht beabsichtigt.“ „Gorlizki wehrt sich geradezu gegen die normale westliche Herangehensweise, eine Bedeutung aus den Werken zu lesen (bspw. eine religiöse Bedeutung in mittelalterlichen Tafeln zu erkennen). Ein orientalisches Traumland ist es dennoch nur vordergründig, die Werke sind so heiter wie böse, das ganze Motiv eine surreale, groteske Komödie.“ „Die Motive, wenn auch im indischen Malstil eingefärbt, kommen aus dem reichhaltigen Schatz der Kulturgeschichte der ganzen Welt. Gorlizki, jüdischer Abstammung, bringt hier und da vielleicht unterbewußt auch diese Kulturgeschichte mit ein. Die Motive der Arbeiten von Gorlizki verweisen oft auf bekannte Protagonisten oder Geschichten ihres jeweiligen Kulturkreises, von indischen Sagen und klassischen Mughal-Motiven bis hin zu Größen der Kunstgeschichte oder den Mythen Hollywoods und der Mode bis hin zu politischen Figuren.“

## Ausstellungen und Sammlungen
Gorlizki ist in zahlreichen öffentlichen Sammlungen vertreten, darunter das Denver Art Museum, Aspen Art Museum, Museum Kunstpalast Düsseldorf, Royal Ontario Museum Toronto, Victoria & Albert Museum London, Virginia Museum of Fine Arts, Museum de Buitenplaats Niederlande und Artothèque Limousin Limoges. Gorlizkis Werke finden sich in renommierten Privatsammlungen. In seiner mehr als 26 Jahre dauernden Karriere hatte Gorlizki bislang mehr als 21 Einzelausstellungen (auch in Museen) und 51 Gruppenausstellungen (Stand 2022) in den USA, Europa und Indien. Ebenso findet man seine Werke auf Kunstmessen wieder.